# El Born
|  | Per a altres significats, vegeu «Born». |

El Born és un barri o un sector de la ciutat de Barcelona que s'estén al voltant del Passeig del Born, el Mercat del Born i l'església de Santa Maria del Mar. Administrativament és al barri de Sant Pere, Santa Caterina i la Ribera al districte de Ciutat Vella. És delimitat pel Passeig de Picasso, el Carrer de la Princesa fins al Carrer del Rec, el Passeig del Born, Santa Maria del Mar, el Pla de Palau i l'avinguda del Marquès de l'Argentera.
La Ribera és un dels tres barris històrics de Sant Pere, Santa Caterina i la Ribera, actualment a vegades el terme el Born s'utilitza com a sinònim del barri de la Ribera i d'altres per a denominar només el sector nord-est de la Ribera al voltant de Santa Maria del Mar i el Passeig del Born, zona que havia estat coneguda com la Ribera del Rec Comtal o barri de Santa Maria del Mar.
El Born és una zona considerada de contrastos, ja que hi conviu la Barcelona històrica amb comerços de tendències arriscades, innovadores amb propostes de moda, art i gastronomia. A més dels comerços, alguns llocs d'interès són:
- El Carrer de Montcada hi ha el Museu Picasso i la sala Montcada.
- Santa Maria del Mar.
- La Plaça de les Olles.
- L'antic Mercat del Born convertit des del 2013 en el Born Centre Cultural.

## Etimologia
El nom del lloc prové de born, el recinte on se celebraven els jocs d'armes de tornejos i justes entre cavallers medievals, i també els jocs mateixos. Hi ha altres borns als Països Catalans, com ara la plaça des Born, a Ciutadella de Menorca, el Passeig des Born a Palma, o els carrers del Born a Manresa i Igualada.

## Història
Altres fonts anomenen aquest mateix sector, que limita amb el barri de Sant Pere pel Carrer de la Princesa i amb el Barri de la Ciutadella pel Passeig de Picasso, barri de Santa Maria del Mar i el defineixen com un sector del barri de la Ribera que va formar-se al voltant de l'antic pla d'en Llull, començat a poblar al segle xiii i que fou anomenat la Vilanova. Aquest barri s'originà als afores de la primitiva muralla i a partir del 1438 per les ampliacions de les muralles, es va trobar a l'interior del recinte. L'antic centre d'aquest barri es trobava on ara hi ha el Parc de la Ciutadella i fou manat enderrocat per Felip V per construir-la.
El barri es va formar en uns arenals, anomenada la Vilanova o Vilanova de la Mar, per diferenciar-la de les altres vilanoves que es construïren al voltant de la primera muralla. Era al voltant d'una església documentada pels primers documents com Santa Maria de les Arenes, ara anomenada Santa Maria del Mar. El lloc ja estigué poblat antigament com molt bé documenten les tombes d'època baix-imperial que s'han trobat al passeig del Born.
Al nucli hi vivien gent de Marina, bastaixos i macips i a partir del segle xiii s'hi construïren també casals de nobles i mercaders que donaren al barri un caire senyorial.
A l'època medieval, s'hi celebraven els tornejos i les justes al que és ara el passeig del Born. La paraula "born" vol dir, precisament, recinte on tenien lloc els jocs d'armes, és a dir les justes, els torneigs entre cavallers medievals. És per això que la paraula es repeteix en els noms de carrers i places d'algunes viles i ciutats de l'antiga corona de Catalunya i Aragó.